# Resplandor (álbum de Elefante)
Resplandor es el cuarto álbum de estudio de la banda de rock mexicana Elefante, publicado por Universal Music Group el 1 de enero de 2007. De este álbum se desprenden "Y Tú no Estas" y "Juego de Azar". 
Existe una edición de lujo donde se encuentran algunas de sus canciones en vivo, un acústico de Volar sin Alas y un cover de "Mi Viejo", canción del cantautor italo-argentino Piero. En esta edición incluyen un DVD del Tour Resplandor iniciado en el Teatro Metropólitan en el año 2007, los videos oficiales de "Volar sin Alas", "Y tu no Estas" y "Juego de Azar", así como una galería de fotos.
Este álbum marca el debut de Javier Ortega como nuevo vocalista de la banda tras la salida de Jorge Guevara en 2006 después del concierto en el Auditorio Nacional.

## Lista de Canciones[1]
Todas las canciones son compuestas por Rafael López Arellano, excepto donde se indique.
| N.º | Título             | Escritor(es)                                                                    | Duración |  |
| 1.  | «Volar sin Alas»   |                                                                                 | 3:56     |  |
| 2.  | «Y tú no estas»    |                                                                                 | 4:16     |  |
| 3.  | «Piérdete Conmigo» |                                                                                 | 4:11     |  |
| 4.  | «Morir y Renacer»  |                                                                                 | 4:10     |  |
| 5.  | «Resplandor»       |                                                                                 | 4:32     |  |
| 6.  | «Juego de Azar»    | Flavio López Arellano, Rafael López Arellano                                    | 3:14     |  |
| 7.  | «Historias»        |                                                                                 | 4:34     |  |
| 8.  | «Tras de Ti»       |                                                                                 | 4:01     |  |
| 9.  | «Tus Ojos»         |                                                                                 | 4:00     |  |
| 10. | «Soy Así»          |                                                                                 | 4:37     |  |
| 11. | «Ahora Que»        | Rafael López Arellano, Flavio López Arellano, Luis Pórtela, Iván Antonio Suárez | 3:18     |  |

Sencillos incluidos en la Edición Deluxe

| N.º | Título                      | Escritor(es)                                 | Duración |  |
| 1.  | «Y tú no Estas (Live)»      |                                              | 4:32     |  |
| 2.  | «Juego de Azar (Live)»      | Flavio López Arellano, Rafael López Arellano | 3:48     |  |
| 3.  | «Volar sin Alas (Live)»     |                                              | 4:16     |  |
| 4.  | «Volar sin Alas (Acústico)» |                                              | 3:48     |  |
| 5.  | «Mi Viejo»                  | Piero, José Tcherkaski                       | 4:00     |  |

DVD
- Juego de Azar (Live)
- Y tú no Estas (Live)
- Piérdete Conmigo (Live)
- Morir y Renacer (Live)
- Volar sin Alas (Live)
- Resplandor (Live)
- Soy Así (Live)
- Tras de Ti (Live)
- Estudio de Grabación (álbum Resplandor)
- Juego de Azar (Video oficial)
- Volar sin Alas (Video oficial)
- Y tu no Estas (Video oficial)
- Galería de Fotos

## Créditos
- Javier Ortega Cantero "Javi" - Vocales, guitarra acústica
- Rafael López Arellano "Rafa"- Guitarra eléctrica, armónica, compositor
- Flavio López Arellano "Ahis" - Guitarra acústica
- Luis Pórtela "Gordito Tracks" - Bajo
- Iván Antonio Suárez "Iguana" - Batería, percusiones